# Східна Амітхаша
Східна Амітхаша́ (рос. Восточная Амитхаша) — село у складі Агінського району Забайкальського краю, Росія. Входить до складу Амітхашинського сільського поселення.

## Населення
Село утворено 2013 року шляхом виділення зі складу села Амітхаша.